# Swash (tipografía)

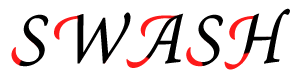
Swashes marcados en rojo

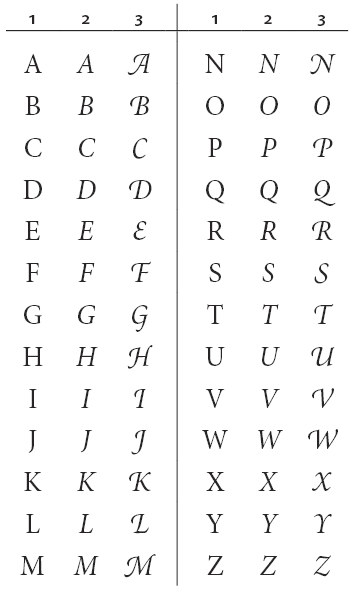
Minion Pro en mayúsculas en estilo normal (1), cursiva (2) y swash (3)

Un swash es una floritura o adorno tipográfico (por ejemplo una serifa exagerada, un remate, una cola, un trazo inicial, etc.), en un glifo. El uso de este tipo de caracteres se remonta hasta al menos el siglo XVI, como puede verse en La Operina de Ludovico Vicentino degli Arrighi, que data de 1522. Al igual que los caracteres cursivos en general, los swashes fueron inspirados por las convenciones caligráficas propias de la época. Los diseños de Arrighi influyeron en los diseñadores de Italia y, sobre todo, de Francia.

## Tipos de letra conswashes
La mayoría de los tipos de letra con swashes son fuentes tipográficas con serifa, en las cuales (si están presentes) suelen aparecer únicamente en cursiva. Las fuentes digitales avanzadas suelen ofrecer dos diseños de cursiva: uno con swashes y otro más sobrio en cursiva estándar.
Entre los tipos de letra de estilo antiguo, algunas versiones de Caslon, como Adobe Caslon, y Garamond, como Adobe Garamond Pro y EB Garamond, tienen diseños con swashes. Otras fuentes tipográficas de estilo antiguo que incluyen swashes pero no siguen un modelo histórico específico son Minion, de Robert Slimbach, y Nexus, de Martin Majoor.
Entre los tipos de letra transicionales, el diseño original de Baskerville tiene swashes en las letras J, N, Q y T. Algunas versiones los eliminan, mientras que otras a veces añaden más. La fuente Mrs Eaves tiene un número particularmente considerable.
Entre las fuentes Didona con swashes se encuentran Surveyor y la Bodoni de ITC.
Las fuentes sin serifa con swashes son más poco comunes, pero algunas se publicaron en el estilo Art Déco y Streamline Moderne de la década de 1930, como Tempo y Semplicità. Classiq, de Yamaoka Yasuhiro, basada en Garamond, contiene diseños itálicos con swashes, al igual que Sans Serif Light Italic (también llamada Goudy Sans), de Frederic Goudy, y Mr Eaves, de Zuzana Licko, que es un derivado sin serifa de la familia de fuentes con serifa Mrs Eaves.
Helvetica Flair, un rediseño de la Helvetica con swashes de Phil Martin, se considera un sello distintivo de los diseños de la década de 1970, y nunca se ha publicado digitalmente. Está considerado un diseño muy contradictorio, ya que la Helvética se percibe como un tipo de letra sobrio y racional, mientras que los swashes se consideran ostentosos: el diseñador de fuentes Mark Simonson lo describió como "casi sacrílego". Más tarde, un escritor alemán acusó a Martin de "incesto tipográfico" por haberla creado.
Al estar basados en la escritura manuscrita de antaño, las fuentes Script con swashes son frecuentes, como Zapf Chancery y Zapfino, ambos de Hermann Zapf.
Algunas reediciones de estilos históricos añaden swashes opcionales a diseños que originalmente no los incluían, con el fin de producir un diseño más variado. Por ejemplo, el diseño con swashes de Adobe Garamond Pro no se basa en la tipografía del propio Claude Garamond, sino en los diseños de su contemporáneo más joven, Robert Granjon. La fuente cursiva Caslon original sólo tenía swashes en las letras J, Q, T, Y; desde entonces se han añadido otras a partir de sus diseños.

## Galería

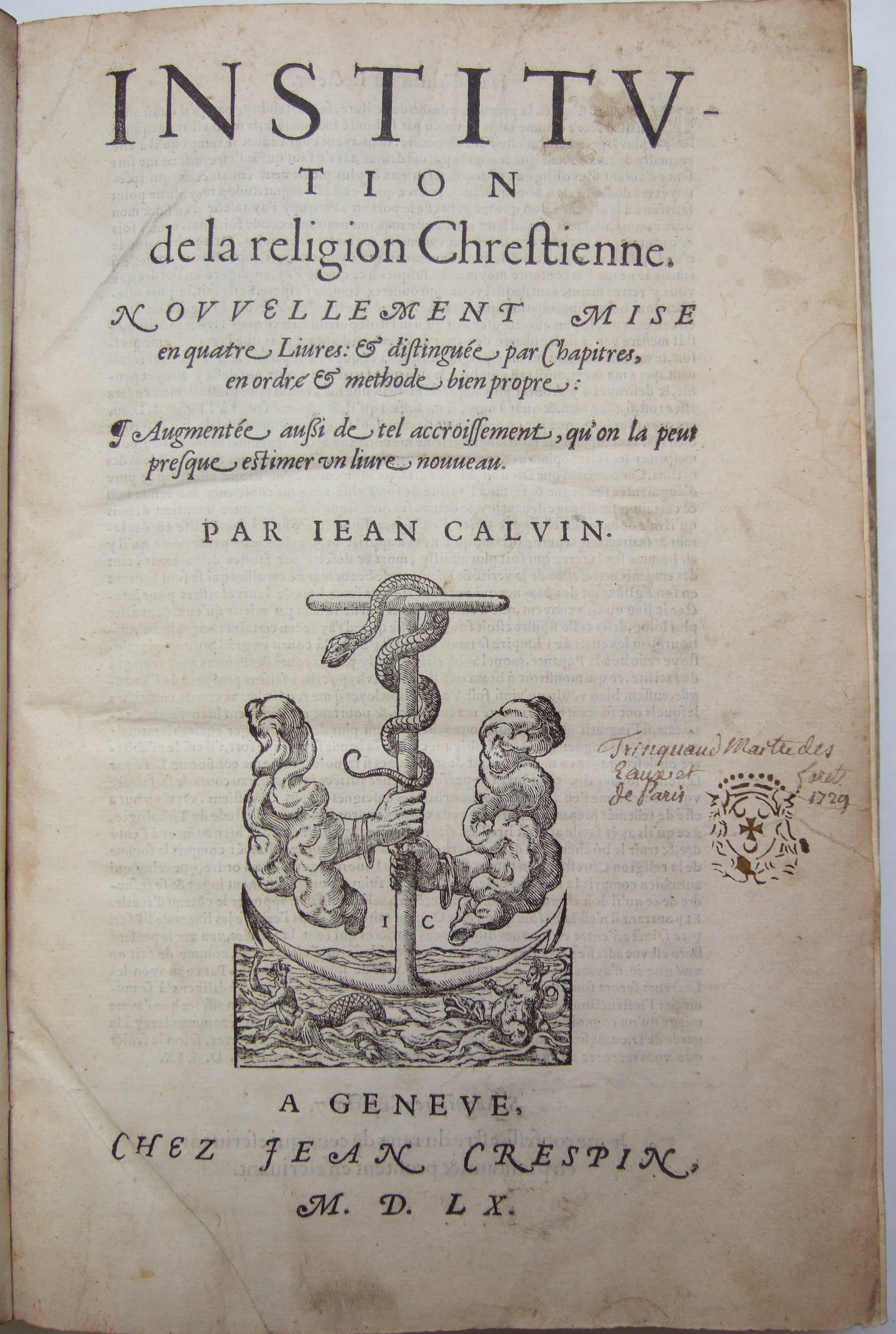
Amplio uso de swashes en una edición de Calvino de 1560. Los swashes aparecen en todas las mayúsculas y también en muchas letras al final de las palabras. Este uso probablemente se consideraría excesivo en la actualidad.
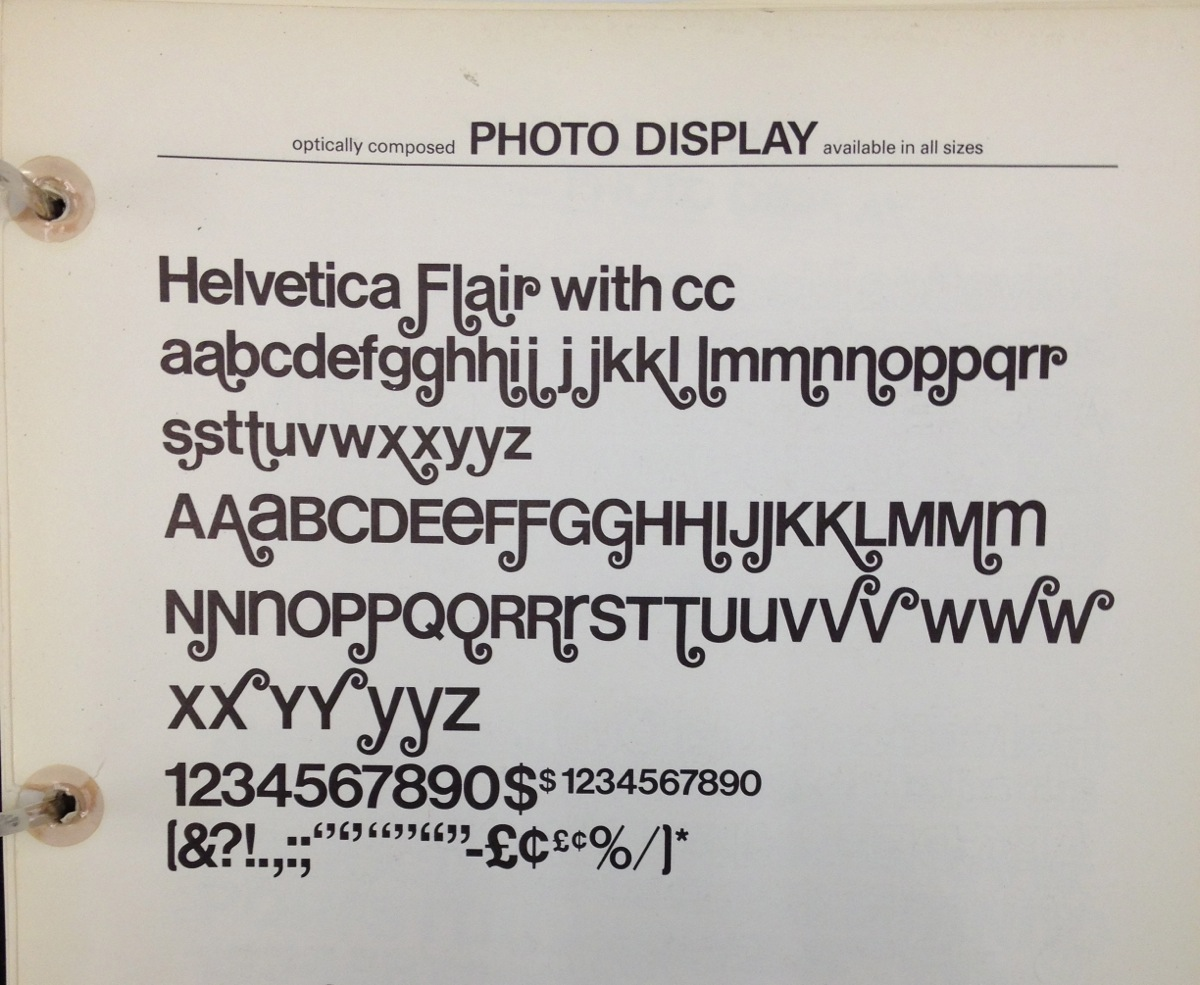
Helvetica Flair, un rediseño con swashes de la fuente sin serifa Helvetica
Llamativos swashes en la fuente tipográfica Zapfino